# Aeroportul H. Hasan Aroeboesman
Aeroportul H. Hasan Aroeboesman (IATA: ENE, ICAO: WATE) este un aeroport din East Nusa Tenggara⁠(d), Indonezia ce deservește zona Ende⁠(d). Aeroportul a fost tranzitat în 2018 de 237.743 de pasageri. A fost numit după Hasan Aroeboesman⁠(d).
Situat la o altitudine de 13 m, aeroportul dispune de o singură pistă.